# 雪山报春
雪山报春（学名：Primula nivalis）为报春花科报春花属下的一个种。

## 扩展阅读
- 維基物種上的相關：雪山报春